# 2004 TX357
2004 TX357, também escrito como 2004 TX357, é um objeto transnetuniano que está localizado no Cinturão de Kuiper, uma região do Sistema Solar. Este corpo celeste está em uma ressonância orbital de 3:4 com o planeta Netuno. Ele possui uma magnitude absoluta de 8,2 e tem um diâmetro estimado com 101 km.

## Descoberta
2004 TX357 foi descoberto no dia 15 de outubro de 2004 pelo astrônomo Marc W. Buie.

## Órbita
A órbita de 2004 TX357 tem uma excentricidade de 0,212 e possui um semieixo maior de 36,614 UA. O seu periélio leva o mesmo a uma distância de 28,868 UA em relação ao Sol e seu afélio a 44,361 UA.